# هنریک گروسمن

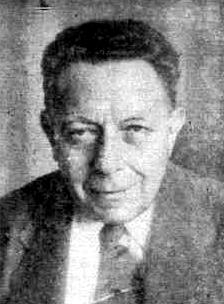
هنریک گروسمن، اقتصاددان لهستانی

هنریک گروسمن (۱۴ آپریل ۱۸۸۱–۲۴ نوامبر ۱۹۵۰) اقتصادان مارکسی، تاریخ‌دان و انقلابی مارکسیست اصالتاً لهستانی بود. مهم‌ترین اثر او در زمینه اقتصاد سیاسی کتاب «قانون انباشت و فروپاشی نظام سرمایه‌داری» دربارهٔ نظریه بحران اقتصادی مارکسیستی است که کمی پیش از رکود بزرگ سال ۱۹۲۹ در لایپزیش منتشر شد.

## زندگی‌نامه

### سنین جوانی و تحصیل
گروسمن به نام Chaskel Grossman در یک خانواده نسبتاً مرفه لهستانی-یهودی در کراکوف، لهستان (در آن زمان بخشی از گالیسیا اتریش) به دنیا آمد. پدرش در سن ۵۴ سالگی هنگامی که هنریک ۱۵ ساله بود درگذشت.
او در حدود سال ۱۸۹۸ به جنبش سوسیالیستی پیوست و به عضویت حزب سوسیال دموکرات گالیسیا (GPSD)، وابسته به حزب سوسیال دموکرات کارگران اتریش، درآمد. جی‌پی‌اس‌دی، به رهبری ایگناسی دازینسکی، به‌طور رسمی مارکسیست بود، اما تحت سلطه ناسیونالیست‌های لهستانی نزدیک به حزب سوسیالیست لهستان (PPS) بود. هنگامی که حزب سوسیال دموکرات اوکراین در گالیسیا (USPD) در سال ۱۸۹۹ تشکیل شد، GSPD به حزب سوسیال دموکرات لهستان (PPSD) تبدیل شد و جریان ملی لهستانی تقویت شد. گروسمن مقاومت مارکسیست‌های ارتدوکس را در برابر این جریان رهبری کرد. او همراه با کارل رادک در جنبش دانشجویی سوسیالیستی، به ویژه در روچ (جنبش) فعال بود که شامل اعضای PPSD و همچنین دو حزب سوسیالیست در پادشاهی لهستان، PPS و سوسیال دموکراسی پادشاهی بود. از لهستان و لیتوانی (SDKPiL – به رهبری رزا لوکزامبورگ و لئو جوگیچس). او شخصیت اصلی روزنامه Zjednoczenie (اتحاد) بود، که موضعی نزدیک به SDKPiL داشت.
در این دوره، گروسمن زبان ییدیش (زبانی تاریخ در آلمان که توسط یهودیان اشکنازی استفاده می‌شده) را آموخت و در جنبش کارگری یهودی در کراکوف شرکت کرد. گروسمن دبیر مؤسس و نظریه‌پرداز حزب سوسیال دموکرات یهودی گالیسیا (JSDP) در سال ۱۹۰۵ بود. این حزب موضعی نزدیک به بوند گرفت و از صهیونیسم کارگری پوله صهیون و نیز اشکال همگون‌سازی سوسیالیسم انتقاد کرد. JSDP به دنبال وابستگی به حزب کارگران سوسیال دموکرات اتریش (حزب عمومی) بود، اما این امر رد شد. با این حال، JSDP به عنوان مثال برای حق رای جهانی، در کنار حزب عمومی فعال بود.
گروسمن دکترای حقوق خود را در سال ۱۹۰۸ از دانشگاه Jagiellonian دریافت کرد. در پایان سال ۱۹۰۸، او به دانشگاه وین رفت تا نزد کارل گرومبرگ، مورخ اقتصادی مارکسیستی، تحصیل کند و از نقش رهبری خود در JSDP کناره‌گیری کرد (اگرچه تا سال ۱۹۱۱ در سمت اجرایی آن باقی ماند و با گروه کوچک JSDP در وین تماس داشت. باشگاه فردیناند لاسال). با نابودی امپراتوری اتریش-مجارستان در پایان جنگ جهانی اول، گروسمن در لهستان یک اقتصاددان شد و به حزب کمونیست لهستان پیوست.

### حرفه
از سال ۱۹۲۲ تا ۱۹۲۵، گروسمن استاد اقتصاد در دانشگاه آزاد لهستان در ورشو بود. او در سال ۱۹۲۵ برای فرار از آزار سیاسی مهاجرت کرد. در همان سال توسط معلم سابق خود کارل گرونبرگ برای پیوستن به مؤسسه تحقیقات اجتماعی مارکسی در فرانکفورت دعوت شد.
به قدرت رسیدن هیتلر در سال ۱۹۳۳ او را مجبور کرد ابتدا به پاریس، و سپس از طریق بریتانیا به نیویورک رفت، جایی که از سال ۱۹۳۷ تا ۱۹۴۹ در انزوای نسبی باقی ماند. در آن سال او در دانشگاه لایپزیگ در آلمان شرقی کرسی استادی در اقتصاد سیاسی گرفت.
قانون انباشت و فروپاشی نظام سرمایه‌داری گروسمن (۱۹۲۹) علیرغم اینکه یکی از اولین انتشارات مکتب فرانکفورت بود، تنها در سال ۱۹۷۹ توسط ژائروس باناجی، برای یک سازمان تروتسکیست هندی به نام «گرایش پلتفرم» به ترجمه انگلیسی در دسترس قرار گرفت.

### کمک به نظریه
گروسمن در اواسط دهه ۱۹۲۰ در فرانکفورت مدعی شد که «گرایش عمومی به چسبیدن به نتایج» نظریه کارل مارکس در غفلت از ظرایف «روش زیربنایی سرمایه» باعث ابتذال فاجعه آمیز اندیشه مارکسی شده‌است، روندی که امکانات انقلابی آن لحظه را تضعیف می‌کرد.

### زندگی شخصی
گروسمن خانواده نزدیک خود را در هولوکاست از دست داد. همسرش جانا و پسرش جان در سال ۱۹۴۳ در آشویتس به قتل رسیدند بازگشت او به لایپزیگ در جمهوری دموکراتیک تازه تأسیس آلمان موفقیتی برای رژیم تلقی شد و در مارس ۱۹۵۰ از سوی شهر لایپزیگ برای مجموع دستاوردهای علمی خود در زمینه علمی نامزد جایزه ملی شد. سوسیالیسم، اما پیروز نشد. او به بیماری بدی مبتلا بود و پس از تحمل مشکلات پروستات و بیماری پارکینسون درگذشت.